# Spoorlijn Chemazé - Craon
De spoorlijn Chemazé - Craon was een Franse spoorlijn van Chemazé naar Craon. De lijn was 14,5 km lang en heeft als lijnnummer 461 000.

## Geschiedenis
De lijn werd geopend door de Compagnie des chemins de fer de l'Ouest op 6 november 1878. Op 22 mei 1932 werd het reizigersvervoer opgeheven, niet lang daarna in 1936 werd de lijn gesloten.

## Aansluitingen
In de volgende plaatsen is of was er een aansluiting op de volgende spoorlijnen:
Chemazé
RFN 460 000, spoorlijn tussen Sablé en Montoir-de-Bretagne
Craon
RFN 462 000, spoorlijn tussen Laval en Pouancé